# Episodi di Robot Chicken (quarta stagione)
La quarta stagione della serie televisiva Robot Chicken, composta da 20 episodi, è stata trasmessa negli Stati Uniti, da Adult Swim, dal 7 dicembre 2008 al 6 dicembre 2009.
In Italia la stagione è inedita.
| nº | Titolo originale                                             | Prima TV USA      |
| -- | ------------------------------------------------------------ | ----------------- |
| 1  | Help Me                                                      | 7 dicembre 2008   |
| 2  | They Took My Thumbs                                          | 14 dicembre 2008  |
| 3  | I'm Trapped                                                  | 21 dicembre 2008  |
| 4  | In a DVD Factory                                             | 28 dicembre 2008  |
| 5  | Tell My Mom                                                  | 4 gennaio 2009    |
| 6  | P.S. Yes, in That Way                                        | 11 gennaio 2009   |
| 7  | Love, Maurice                                                | 18 gennaio 2009   |
| 8  | Two Weeks Without Food                                       | 25 gennaio 2009   |
| 9  | But Not in That Way                                          | 1º febbraio 2009  |
| 10 | I Love Her                                                   | 8 febbraio 2009   |
| 11 | We Are a Humble Factory                                      | 26 luglio 2009    |
| 12 | Maurice Was Caught                                           | 2 agosto 2009     |
| 13 | Unionizing Our Labor                                         | 9 agosto 2009     |
| 14 | President Hu Forbids It                                      | 16 agosto 2009    |
| 15 | Due to Constraints of Time and Budget                        | 23 agosto 2009    |
| 16 | The Ramblings of Maurice                                     | 30 agosto 2009    |
| 17 | Cannot Be Erased, So Sorry                                   | 6 settembre 2009  |
| 18 | Please Do Not Notify Our Contractors                         | 13 settembre 2009 |
| 19 | Especially the Animal Keith Crofford!                        | 20 settembre 2009 |
| 20 | Dear Consumer (Robot Chicken's Full-Assed Christmas Special) | 6 dicembre 2009   |

## Help Me
In seguito alla cancellazione di Robot Chicken, i creatori Seth Green e Matthew Senreich cercano vari contatti nell'industria dell'intrattenimento tra cui Joss Whedon, Ron Moore e Seth MacFarlane; Tila Tequila rivela di essere un robot; una parodia con PaRappa the Rapper; vengono mostrate "Solo le parti belle" di film e serie televisive.

## They Took My Thumbs
Un appaltatore costruisce templi per i film di Indiana Jones; un venditore ha un incidente che lo porta a cambiare vita; tre giorni nella vita di Jason Voorhees; gli eroi della Justice League portano i loro aiutanti al lavoro.

## I'm Trapped
Viene mostrato il seguito di Pluto Nash; la vita sessuale di James Bond; Dick Cheney diventa l'inaspettato alleato di Tony Stark; Skeletor complotta con un clone imperfetto di He-Man.

## In a DVD Factory
Si scopre l'unico modo per poter uccidere un lupo mannaro; l'origine segreta di Babbo Natale Composito; viene immaginata una scena cancellata di Daredevil; Hannah Montana ha un appuntamento.

## Tell My Mom
Joey Fatone presenta la sua idea per uno sketch; i GoBot dimostrano di non essere dei Transformers; i creatori immaginano da dove Billy Joel potrebbe trarre le sue ispirazioni musicali; SpongeBob diventa padre; quanto l'A-Team non è disponibile, il B-Team risolve la situazione.

## P.S. Yes, in That Way
Fragolina Dolcecuore fa una rapina; Billy Dee Williams va a fare shopping; i creatori immaginano cosa succede quando Harry presenta suo cugino agli Henderson. I G.I. Joe danno il benvenuto a un nuovo membro.

## Love, Maurice
I creatori immaginano come Babar possa regnare con una zanna di ferro; O.J. Simpson cerca l'assassino della sua ex moglie; Terminator manda Skynet indietro nel tempo; viene presentato il film di supereroi Kid Venison.

## Two Weeks Without Food
Si scopre cosa è successo quando Dorothy Gale ha lasciato il Paese di Oz; Star Trek II - L'ira di Khan viene mostrato come un'opera; viene rivelato come sarebbero gli Avengers con l'aggiunta di Little Iron Man; Superauto Mach 5 gareggia nel mondo della NASCAR; l'ultimo episodio di The Hills di MTV.

## But Not in That Way
Una parodia del libro L'albero; tutti guardano InuYasha; i creatori immaginano cosa succede quando Punky Brewster raggiunge la pubertà; il nuovo vicino di casa di Stephen King; Black Manta racconta la vita di Joker all'Arkham Asylum in The Arkham Redemption.

## I Love Her
I creatori immaginano come Freddy Krueger abbia iniziato a fare i suoi crimini; la prima vittima dei Mon Cicci; Criss Angel offre l'Ultimate Mind Freak a Hogwarts; l'ultimo ingrediente per fare le Superchicche è la cocaina; un giorno con i Lohan.

## We Are a Humble Factory
I creatori immaginano un finale alternativo per Armageddon; viene immaginato come sarebbe un nuovo personaggio in Star Trek; Il mostro della laguna nera crea il nuovissimo Monster Cereals; M.A.S.K. incontra il nuovo sfidante emergente della WWE.

## Maurice Was Caught
Simon Belmont riesce a fare molti danni con solo la sua frusta; Kermit la rana presenta suo cugino; una parodia con Jean-Claude Van Damme; Annie Warbucks festeggia i suoi 16 anni.

## Unionizing Our Labor
Una versione medievale di Hazzard; i candidati presidenziali libertari affrontano problemi di copyright durante la loro campagna; dei senzatetto trovano e indossano gli abiti di Clark Kent; i creatori immaginano il Wii Fit: Humping Robot; a una rana viene chiesto di portare i suoi simili dall'altra parte del fiume; i Puffi entrano in competizione con gli Snorky.

## President Hu Forbids It
Batman lotta con il suo mezzo di trasporto; una notte con Jack Sparrow; il fallimento del piano di Joker; i creatori immaginano cosa succede quando Chris Hansen non riesce a catturare uno stupratore; il Dottor Manhattan salva le persone da una rapina in banca; il nerd coglie l'occasione per diventare il Dungeon Master.

## Due to Constraints of Time and Budget
Dei fantasmi tentano pateticamente di convincere Indiana Jones e Marion Ravenwood ad aprire gli occhi; i Transformers piangono un eroe caduto; i creatori immaginano cosa succede in un sottomarino giallo; Morton scopre la terra di What-Whatville; viene esaminato il tipo di modello di una Barbie; il nuovo Transporter.

## The Ramblings of Maurice
Le aziende di cereali testano una campagna pubblicitaria con un video virale; Due Facce inizia a offrire più di una possibilità; i G.I. Joe celebrano i loro anni di servizio; i creatori immaginano come potrebbe essere il prossimo film di 4 amiche e un paio di jeans; il sequel di Dark Crystal.

## Cannot Be Erased, So Sorry
John Connor ottiene il suo primo Terminator; gli altoparlanti si rivelano essere fastidiosi per tutti; viene distribuito un nuovo videogioco; Fantasilandia ha degli ospiti indesiderati; Comandante Cobra cerca di ordinare a un drive-through; il nerd finisce oltre l'arcobaleno.

## Please Do Not Notify Our Contractors
I creatori danno uno sguardo distorto al Santo Graal; il nuovo celibe è una brutta persona.

## Especially the Animal Keith Crofford!
I creatori immaginano l'origine dei Wuzzle; la vera intenzione di Cloverfield; una nuova versione de La finestra sul cortile di Alfred Hitchcock.

## Robot Chicken's Full-Assed Christmas Special
Thor celebra il Natale ad Asgard; Babbo Natale aggiunge Walter PPK alla lista dei cattivi ragazzi; i creatori danno uno sguardo distorto ai doni dei re Magi.